# Светско првенство у хокеју на леду 2023 — Дивизија I
Светско првенство дивизије I у хокеју на леду за 2023, је био међународни турнир у хокеју на леду који је организовала Међународна хокејашка федерација.
Турнир Групе А одржан је у Нотингему, Уједињено Краљевство, од 29. априла до 5. маја, а турнир Групе Б у Талину, Естонија, од 23. до 29. априла 2023. године.
Велика Британија је освојила турнир Групе А и остварила пласман у топ дивизију групе Б, док је Литваније завршила последња и испала у групу Б.  Јапан је освојио Групу Б и остварио пласман у групу А, а Србија је испала у другу дивизију група А.

## Група А
Првенство прве дивизије групе А на светском шампионату 2023. играло се од 29. априла до 5. маја у Нотингему, Уједињено Краљевство. Све утакмице су се играле у Моторпоинт арени у Нотингему. На турниру је учествовало 6 екипа, пет из Европе и једна из Азије, играло се по лигашком систему у пет кола. Две првопласиране екипе су обезбедиле наступ на првенству топ дивизије групе Б за 2024. годину, а последњепласирана је испала у групу Б. 
Титулу светског првака у првој дивизији групе А освојила је селекција Велике Британије која је остварила четири победе и једну победу након продужетака на турниру. На одиграних 15 утакмица постигнуто је укупно 99 голова, односно 6,6 погодака по утакмици. Све мечеве је уживо пратило 33.765 гледалаца или у просеку 2.251 гледаоца по утакмици. Титулу најефикаснијег играча турнира понео је играч Пољске, Кристијан Ђубињски са 11 поена. 

### Учесници
| Екипа            | Квалификације                                   |
| ---------------- | ----------------------------------------------- |
| Италија          | 15. место у Топ дивизији, 2022. године          |
| Велика Британија | Домаћин, 16. место у Топ дивизији, 2022. године |
| Литванија        | 3. место у Дивизији I, Група А                  |
| Јужна Кореја     | 4. место у Дивизији II, Група А                 |
| Румунија         | 5. место у Дивизији I, Група А                  |
| Пољска           | 1. место у Дивизији I, Група Б                  |

### Судије
За турнир су изабране осам судија и седам линијских судија.
| Главне судије | Линијске судије                                                                                            |
| --- | --- |
| - Кристоф Стернат - Килијан Хинтердоблер - Ендрју Далтон - Атила Нађ - Рој Стиан Хансен - Милан Зрнић - Микаел Холм - Седрик Борга | - Никлас Кносен - Јуси Томан - Џонас Мертен - Илија Кисил - Норберт Мужик - Гашпер Згонц - Андреас Никвист |

### Резултати и табела
|  | Пласман на СП 2024                      |
|  | Испали на СП 2024, дивизија I − група Б |

| #          | Репрезентација   | Ут | П | Ппр | Ипр | И | ГД | ГП | ГР  | Бод |
| ---------- | ---------------- | -- | - | --- | --- | - | -- | -- | --- | --- |
| 1. (17/55) | Велика Британија | 5  | 4 | 1   | 0   | 0 | 24 | 7  | +17 | 14  |
| 2. (18/55) | Пољска           | 5  | 4 | 0   | 1   | 0 | 28 | 9  | +19 | 13  |
| 3. (19/55) | Италија          | 5  | 3 | 0   | 0   | 2 | 23 | 16 | +7  | 9   |
| 4. (20/55) | Јужна Кореја     | 5  | 2 | 0   | 0   | 3 | 8  | 20 | −12 | 6   |
| 5. (21/55) | Румунија         | 5  | 1 | 0   | 0   | 4 | 9  | 26 | −17 | 3   |
| 6. (22/55) | Литванија        | 5  | 0 | 0   | 0   | 5 | 7  | 21 | -14 | 0   |

Извор:ИИХФ

Правила пласмана: 1) бодови; 2) међусобни сусрет; 3) међусобна гол-разлика; 4) међусобни број постигнутих голова; 5) резултат против најближе најбоље рангиране екипе ван изједначених екипа; 6) резултат против другопласиране екипе ван изједначених екипа; 7) носиоци пре турнира. 

| 29. април 2023. 12:30 | Пољска | 7 : 0 3:0, 3:0, 1:0 | Литванија | Моторпоинт арена, Нотингем Посетилаца: 1.352 |

| Извор | Извор | Извор | Извор | Извор |
| ----- | ----- | ----- | ----- | ----- |
|       |       |       |       |       |
|       |       |       |       |       |
|       |       |       |       |       |
|       |       |       |       |       |

| 29. април 2023. 16:00 | Румунија | 2 : 6 0:2, 1:2, 1:2 | Италија | Моторпоинт арена, Нотингем Посетилаца: 2.001 |

| Извор | Извор | Извор | Извор | Извор |
| ----- | ----- | ----- | ----- | ----- |
|       |       |       |       |       |
|       |       |       |       |       |
|       |       |       |       |       |
|       |       |       |       |       |

| 29. април 2023. 19:30 | Јужна Кореја | 0 : 4 0:2, 0:1, 0:1 | Велика Британија | Моторпоинт арена, Нотингем Посетилаца: 3.966 |

| Извор | Извор | Извор | Извор | Извор |
| ----- | ----- | ----- | ----- | ----- |
|       |       |       |       |       |
|       |       |       |       |       |
|       |       |       |       |       |
|       |       |       |       |       |

| 30. април 2023. 12:30 | Литванија | 2 : 3 2:1, 0:2, 0:0 | Румунија | Моторпоинт арена, Нотингем Посетилаца: 1.958 |

| Извор | Извор | Извор | Извор | Извор |
| ----- | ----- | ----- | ----- | ----- |
|       |       |       |       |       |
|       |       |       |       |       |
|       |       |       |       |       |
|       |       |       |       |       |

| 30. април 2023. 16:00 | Велика Британија | 5 : 4 (про) 1:1, 2:0, 1:3, 1:0 | Пољска | Моторпоинт арена, Нотингем Посетилаца: 5.076 |

| Извор | Извор | Извор | Извор | Извор |
| ----- | ----- | ----- | ----- | ----- |
|       |       |       |       |       |
|       |       |       |       |       |
|       |       |       |       |       |
|       |       |       |       |       |

| 30. април 2023. 19:30 | Италија | 6 : 1 2:0, 1:0, 3:1 | Јужна Кореја | Моторпоинт арена, Нотингем Посетилаца: 1.572 |

| Извор | Извор | Извор | Извор | Извор |
| ----- | ----- | ----- | ----- | ----- |
|       |       |       |       |       |
|       |       |       |       |       |
|       |       |       |       |       |
|       |       |       |       |       |

| 2. мај 2023. 12:30 | Румунија | 2 : 5 1:1, 0:2, 1:2 | Јужна Кореја | Моторпоинт арена, Нотингем Посетилаца: 767 |

| Извор | Извор | Извор | Извор | Извор |
| ----- | ----- | ----- | ----- | ----- |
|       |       |       |       |       |
|       |       |       |       |       |
|       |       |       |       |       |
|       |       |       |       |       |

| 2. мај 2023. 16:00 | Италија | 2 : 4 1:1, 0:1, 1:2 | Пољска | Моторпоинт арена, Нотингем Посетилаца: 1.318 |

| Извор | Извор | Извор | Извор | Извор |
| ----- | ----- | ----- | ----- | ----- |
|       |       |       |       |       |
|       |       |       |       |       |
|       |       |       |       |       |
|       |       |       |       |       |

| 2. мај 2023. 19:30 | Велика Британија | 3 : 0 2:0, 0:0, 1:0 | Литванија | Моторпоинт арена, Нотингем Посетилаца: 2.606 |

| Извор | Извор | Извор | Извор | Извор |
| ----- | ----- | ----- | ----- | ----- |
|       |       |       |       |       |
|       |       |       |       |       |
|       |       |       |       |       |
|       |       |       |       |       |

| 3. мај 2023. 12:30 | Јужна Кореја | 0 : 7 0:2, 0:3, 0:2 | Пољска | Моторпоинт арена, Нотингем Посетилаца: 710 |

| Извор | Извор | Извор | Извор | Извор |
| ----- | ----- | ----- | ----- | ----- |
|       |       |       |       |       |
|       |       |       |       |       |
|       |       |       |       |       |
|       |       |       |       |       |

| 3. мај 2023. 16:00 | Литванија | 4 : 6 1:1, 2:4, 1:1 | Италија | Моторпоинт арена, Нотингем Посетилаца: 876 |

| Извор | Извор | Извор | Извор | Извор |
| ----- | ----- | ----- | ----- | ----- |
|       |       |       |       |       |
|       |       |       |       |       |
|       |       |       |       |       |
|       |       |       |       |       |

| 3. мај 2023. 19:30 | Велика Британија | 7 : 0 0:0, 3:0, 4:0 | Румунија | Моторпоинт арена, Нотингем Посетилаца: 2.506 |

| Извор | Извор | Извор | Извор | Извор |
| ----- | ----- | ----- | ----- | ----- |
|       |       |       |       |       |
|       |       |       |       |       |
|       |       |       |       |       |
|       |       |       |       |       |

| 5. мај 2023. 12:30 | Пољска | 6 : 2 0:1, 4:0, 2:1 | Румунија | Моторпоинт арена, Нотингем Посетилаца: 1.441 |

| Извор | Извор | Извор | Извор | Извор |
| ----- | ----- | ----- | ----- | ----- |
|       |       |       |       |       |
|       |       |       |       |       |
|       |       |       |       |       |
|       |       |       |       |       |

| 5. мај 2023. 16:00 | Литванија | 1 : 2 0:0, 1:1, 0:1 | Јужна Кореја | Моторпоинт арена, Нотингем Посетилаца: 2.078 |

| Извор | Извор | Извор | Извор | Извор |
| ----- | ----- | ----- | ----- | ----- |
|       |       |       |       |       |
|       |       |       |       |       |
|       |       |       |       |       |
|       |       |       |       |       |

| 5. мај 2023. 19:30 | Италија | 3 : 5 1:1, 2:3, 0:1 | Велика Британија | Моторпоинт арена, Нотингем Посетилаца: 5.538 |

| Извор | Извор | Извор | Извор | Извор |
| ----- | ----- | ----- | ----- | ----- |
|       |       |       |       |       |
|       |       |       |       |       |
|       |       |       |       |       |
|       |       |       |       |       |

Напомена: Сатница свих утакмица је по локалном времену UTC+1.

## Група Б
Првенство прве дивизије групе Б на светском шампионату 2023. играло се од 23. до 29. априла у Талину, Естонија. Све утакмице су се играле у Леденој дворани Тондираба у Талину. На турниру је учествовало 6 екипа, четири из Европе и две из Азије, играло се по лигашком систему у пет кола. Првопласирана екипа обезбедила је наступ на првенство прве дивизије групе А за 2024. годину, а последњепласирана је испала на првенство друге дивизије групе А за 2024. годину. 
Титулу светског првака у другој дивизији групе Б освојила је селекција Јапана која је остварила свих пет победа на турниру. На одиграних 15 утакмица постигнуто је укупно 117 голова, односно 7,8 погодака по утакмици. Све мечеве је уживо пратило 19.336 гледалаца или у просеку 1.289 гледаоца по утакмици. Најефикаснији играч турнира је био нападач селекције Украјине Олекси Ворона са 13 поена. 

### Учесници
| Екипа     | Квалификације                           |
| --------- | --------------------------------------- |
| Јапан     | 2. место у Дивизији II, Група Б         |
| Украјина  | 3. место у Дивизији I, Група Б          |
| Естонија  | Домаћин, 4. место у Дивизији I, Група Б |
| Србија    | 5. место у Дивизији I, Група Б          |
| Кина      | 1. место у Дивизији II, Група А         |
| Холандија | 2. место у Дивизији II, Група А         |

### Судије
За турнир су изабране седам судије и седам линијских судија.
| Главне судије                                                                                               | Линијске судије |
| --- | --- |
| - Мартин Кристенсен - Тимо Руска - Бенџамин Хопе - Андреа Мосчен - Мичал Бака - Чае Јоунг-јин - Андриј Кича | - Волфганг Пуф - Тобијас Швенк - Ренарс Давидонис - Агрис Озолинш - Лауринас Степанкевичиус - Кнут Братен - Доминик Алтман |

### Резултати и табела
|  | Пласман на СП 2024, дивизија I − група А |
|  | Испали на СП 2024, дивизија II − група А |

| #          | Репрезентација | Ут | П | Ппр | Ипр | И | ГД | ГП | ГР  | Бод |
| ---------- | -------------- | -- | - | --- | --- | - | -- | -- | --- | --- |
| 1. (23/55) | Јапан          | 5  | 5 | 0   | 0   | 0 | 29 | 10 | +19 | 15  |
| 2. (24/55) | Украјина       | 5  | 3 | 0   | 1   | 1 | 35 | 16 | +19 | 10  |
| 3. (25/55) | Кина           | 5  | 2 | 1   | 0   | 2 | 19 | 18 | +1  | 8   |
| 4. (26/55) | Естонија       | 5  | 1 | 1   | 0   | 3 | 13 | 18 | -5  | 5   |
| 5. (27/55) | Холандија      | 5  | 1 | 0   | 1   | 3 | 14 | 31 | -17 | 4   |
| 6. (28/55) | Србија         | 5  | 0 | 1   | 1   | 3 | 7  | 24 | -17 | 3   |

Извор:ИИХФ 

Правила пласмана: 1) бодови; 2) међусобни сусрет; 3) међусобна гол-разлика; 4) међусобни број постигнутих голова; 5) резултат против најближе најбоље рангиране екипе ван изједначених екипа; 6) резултат против другопласиране екипе ван изједначених екипа; 7) носиоци пре турнира. 

| 23. април 2023. 12:30 | Холандија | 1 : 8 0:2, 0:2, 1:4 | Јапан | Ледена дворана Тондираба, Талин Посетилаца: 150 |

| Извор | Извор | Извор | Извор | Извор |
| ----- | ----- | ----- | ----- | ----- |
|       |       |       |       |       |
|       |       |       |       |       |
|       |       |       |       |       |
|       |       |       |       |       |

| 23. април 2023. 16:00 | Кина | 5 : 4 (про) 0:2, 4:0, 0:2, 1:0 | Украјина | Ледена дворана Тондираба, Талин Посетилаца: 560 |

| Извор | Извор | Извор | Извор | Извор |
| ----- | ----- | ----- | ----- | ----- |
|       |       |       |       |       |
|       |       |       |       |       |
|       |       |       |       |       |
|       |       |       |       |       |

| 23. април 2023. 19:30 | Србија | 1 : 2 (пен) 0:0, 0:1, 1:0, 0:0, 0:1 | Естонија | Ледена дворана Тондираба, Талин Посетилаца: 1.564 |

| Извор | Извор | Извор | Извор | Извор |
| ----- | ----- | ----- | ----- | ----- |
|       |       |       |       |       |
|       |       |       |       |       |
|       |       |       |       |       |
|       |       |       |       |       |

| 24. април 2023. 12:30 | Јапан | 5 : 2 1:2, 2:0, 2:0 | Кина | Ледена дворана Тондираба, Талин Посетилаца: 280 |

| Извор | Извор | Извор | Извор | Извор |
| ----- | ----- | ----- | ----- | ----- |
|       |       |       |       |       |
|       |       |       |       |       |
|       |       |       |       |       |
|       |       |       |       |       |

| 24. април 2023. 16:00 | Украјина | 7 : 0 0:0, 2:0, 5:0 | Србија | Ледена дворана Тондираба, Талин Посетилаца: 428 |

| Извор | Извор | Извор | Извор | Извор |
| ----- | ----- | ----- | ----- | ----- |
|       |       |       |       |       |
|       |       |       |       |       |
|       |       |       |       |       |
|       |       |       |       |       |

| 24. април 2023. 19:30 | Естонија | 4 : 2 1:1, 0:0, 3:1 | Холандија | Ледена дворана Тондираба, Талин Посетилаца: 1.349 |

| Извор | Извор | Извор | Извор | Извор |
| ----- | ----- | ----- | ----- | ----- |
|       |       |       |       |       |
|       |       |       |       |       |
|       |       |       |       |       |
|       |       |       |       |       |

| 26. април 2023. 12:30 | Холандија | 7 : 2 3:0, 3:2, 1:0 | Кина | Ледена дворана Тондираба, Талин Посетилаца: 215 |

| Извор | Извор | Извор | Извор | Извор |
| ----- | ----- | ----- | ----- | ----- |
|       |       |       |       |       |
|       |       |       |       |       |
|       |       |       |       |       |
|       |       |       |       |       |

| 26. април 2023. 16:00 | Јапан | 8 : 3 2:0, 1:2, 5:1 | Србија | Ледена дворана Тондираба, Талин Посетилаца: 254 |

| Извор | Извор | Извор | Извор | Извор |
| ----- | ----- | ----- | ----- | ----- |
|       |       |       |       |       |
|       |       |       |       |       |
|       |       |       |       |       |
|       |       |       |       |       |

| 26. април 2023. 19:30 | Украјина | 7 : 4 1:1, 4:1, 2:2 | Естонија | Ледена дворана Тондираба, Талин Посетилаца: 3.001 |

| Извор | Извор | Извор | Извор | Извор |
| ----- | ----- | ----- | ----- | ----- |
|       |       |       |       |       |
|       |       |       |       |       |
|       |       |       |       |       |
|       |       |       |       |       |

| 27. април 2023. 12:30 | Кина | 5 : 0 2:0, 2:0, 1:0 | Србија | Ледена дворана Тондираба, Талин Посетилаца: 123 |

| Извор | Извор | Извор | Извор | Извор |
| ----- | ----- | ----- | ----- | ----- |
|       |       |       |       |       |
|       |       |       |       |       |
|       |       |       |       |       |
|       |       |       |       |       |

| 27. април 2023. 16:00 | Украјина | 14 : 2 4:1, 6:1, 4:0 | Холандија | Ледена дворана Тондираба, Талин Посетилаца: 729 |

| Извор | Извор | Извор | Извор | Извор |
| ----- | ----- | ----- | ----- | ----- |
|       |       |       |       |       |
|       |       |       |       |       |
|       |       |       |       |       |
|       |       |       |       |       |

| 27. април 2023. 19:30 | Естонија | 1 : 3 0:1, 1:2, 0:0 | Јапан | Ледена дворана Тондираба, Талин Посетилаца: 2.432 |

| Извор | Извор | Извор | Извор | Извор |
| ----- | ----- | ----- | ----- | ----- |
|       |       |       |       |       |
|       |       |       |       |       |
|       |       |       |       |       |
|       |       |       |       |       |

| 29. април 2023. 12:30 | Србија | 3 : 2 (пен) 1:1, 0:1, 1:0, 0:0, 1:0 | Холандија | Ледена дворана Тондираба, Талин Посетилаца: 315 |

| Извор | Извор | Извор | Извор | Извор |
| ----- | ----- | ----- | ----- | ----- |
|       |       |       |       |       |
|       |       |       |       |       |
|       |       |       |       |       |
|       |       |       |       |       |

| 29. април 2023. 16:00 | Естонија | 2 : 5 0:3, 1:0, 1:2 | Кина | Ледена дворана Тондираба, Талин Посетилаца: 4.066 |

| Извор | Извор | Извор | Извор | Извор |
| ----- | ----- | ----- | ----- | ----- |
|       |       |       |       |       |
|       |       |       |       |       |
|       |       |       |       |       |
|       |       |       |       |       |

| 29. април 2023. 19:30 | Јапан | 5 : 3 2:0, 2:0, 1:3 | Украјина | Ледена дворана Тондираба, Талин Посетилаца: 3.870 |

| Извор | Извор | Извор | Извор | Извор |
| ----- | ----- | ----- | ----- | ----- |
|       |       |       |       |       |
|       |       |       |       |       |
|       |       |       |       |       |
|       |       |       |       |       |

Напомена: Сатница свих утакмица је по локалном времену UTC+3.